# Deep Cover (canção)
"Deep Cover" também conhecido como "187" é o primeiro single solo do rapper Dr. Dre pós sua saída do N.W.A por divergências com líder do grupo Eazy-E. A faixa foi gravada para fazer parte da trilha sonora do filme Deep Cover. A canção conta com a participação de Snoop Doggy Dogg, sendo a primeira musica da carreira de Doggy Dogg.

## Historia
A trilha sonora alcançou a posição #166 no gráfico da Billboard 200 e a #9 no gráfico Billboard Top R&B/Hip-Hop Albums, a canção faz parte da trilha sonora do premiado jogo eletrônico Grand Theft Auto: San Andreas.
A faixa é lembrada principalmente por ter sido o primeiro single solo de Dr. Dre e que impulsionou a carreira de Snoop Dogg.

## Vídeo da música
Um vídeo para a musica foi lançado no mesmo ano, sendo o primeiro vídeo clipe da carreira de Dogg, o vídeo se baseia na historia do filme de mesmo nome, se passando em meio ao mundo da mafia, gangues e  trafico de drogas.

## Lista de faixas
- CD single[4]

1. "Deep Cover" (Radio Version) - 3:48
2. "Deep Cover" (U-N-C-E-N-S-O-R-E-D) - 4:27

- 12" vinyl[5]

1. "Deep Cover" (Radio Version) - 3:48
2. "Deep Cover" (U-N-C-E-N-S-O-R-E-D) - 4:27
3. "Deep Cover" (Instrumental) - 3:54

- 12" vinyl - Soul 2 Soul[6]

1. "Deep Cover" (Vocal Mix) - 4:27
2. "Deep Cover" (Instrumental Dub) - 3:54
3. "Party Groove" - 4:22
4. "Back To Life" - 3:20

## Desempenho nas paradas
| Tabelas (1992)                               | Melhor |
| -------------------------------------------- | ------ |
| Estados Unidos (Billboard R&B/Hip-Hop Songs) | 46     |
| Estados Unidos (Billboard Hot Rap Songs)     | 4      |